# Air Florida
Air Florida era una aerolínea de bajo costo estadounidense que funcionó desde 1971 hasta 1984. En 1975 su sede estaba en las Torres Dadeland del condado de Miami-Dade, Florida.

## Historia
Air Florida era una pequeña aerolínea estadounidense e internacional que tenía sede en el Aeropuerto Internacional de Miami. Inició sus operaciones en 1972, luego de haber sido formada en 1971. La flota inicial incluía el Boeing 707, posteriormente cambiando sus naves hacia el Lockheed L-188 Electra. La flota de Air Florida creció mediante la inclusión de naves McDonnell Douglas DC-9, Boeing 727, Boeing 737, y McDonnell Douglas DC-10. Además de la fuerte presencia de Air Florida en la costa este estadounidense durante los años 70 y 80, la aerolínea se expandió internacionalmente y realizaba viajes a distintos puntos en el Caribe y Centroamérica, así como también en Londres, Bruselas, Fráncfort, Zúrich y Ámsterdam.
Air Florida era conocido por sus atractivas azafatas y, en los vuelos internacionales, su cocina de cuatro estrellas. Al igual que muchas aerolíneas durante la época de la desregulación, Air Florida se expandió rápidamente y comenzó a incurrir en graves problemas financieros. En el caso de Air Florida, dichos problemas se debían al mal manejo de los presupuestos y contratos de arriendo de aeronaves. El accidente del Vuelo 90 de Air Florida en 1982 aceleró su caída y se declaró en bancarrota y cesó operaciones el 3 de julio de 1984.
Poco después del accidente del Vuelo 90 de Air Florida, el CEO de la aerolínea, Ed Acker, fue contratado como CEO y Presidente de Pan American World Airways, más conocida como Pan Am, la cual se declaró insolvente el 4 de diciembre de 1991.

## Intento de adquisición y bancarrota
Air Florida trató de adquirir Western Airlines durante los años 80, con tal de incrementar su presencia en el oeste e iniciar vuelos hacia México y el oeste de Canadá. Las negociaciones con Western le dieron a Air Florida el 16 por ciento de la empresa con sede en California. Western fue posteriormente absorbida por Delta Air Lines. Air Florida se declaró en bancarrota el 3 de julio de 1984, y sus activos fueron adquiridos por Midway Airlines.

## Auspicios
Air Florida auspició al Southampton F.C. de Inglaterra durante la temporada 1983-1984, en la cual Southampton fue finalista. El trato fue cancelado después de una temporada debido a la insolvencia de Air Florida.

## Flota

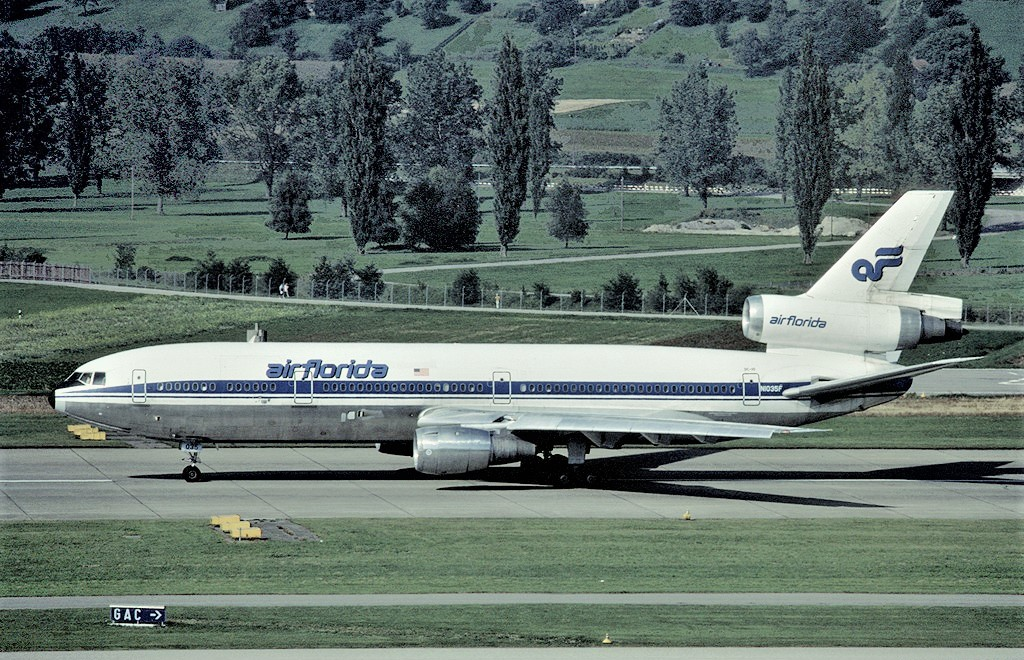
McDonnell Douglas DC-10 de Air Florida en 1981.

La aerolínea operaba las siguientes naves:
- Boeing 707
- Boeing 727
- Boeing 737
- Douglas DC-9
- Douglas DC-10
- Lockheed L-188 Electra